# 色目人
色目人（しきもくじん）とは、中国の歴史上における人間集団の分類の一種で、元朝治下における西域（中央アジア・西アジア）諸国出身者を指したもの。色目人の語は、「諸色目人」の略で、さまざまな種目（諸色目）の人という意味。元朝においては支配階級である遊牧民出身のモンゴル人の下に色目人が置かれ、この2つの階級が金の遺民である華北の漢人、南宋の遺民である江南の南人の階級を支配していたとされる。

## 概要
色目人とされるのは中央アジアのウイグル人、チベット系タングート、およびその西方に住むテュルク系・イラン系のムスリム（イスラム教徒）定住民たちである。金の支配下にいた漢民族、契丹人、渤海人、女真人、高麗人などは色目人には含まれない。なお、元朝の治下にヨーロッパからやってきたキリスト教徒たちも色目人に分類されるが、その数はきわめて少なかった。
色目人たちはモンゴルに帰服したのが金や南宋の人々よりも早かったため、主君との譜代関係を重視するモンゴルによって漢人・南人よりも相対的に高い地位を与えられ、モンゴルに準じる支配者階級として活躍する者が多く輩出された。彼らは仏教やイスラム教にもとづいた高度な文化を持ち、また元の支配制度は漢民族のための制度に従わず原住地の文化・社会・習俗を保つことを彼らに保証したので、中国社会に対しても異質者として容易に同化されることなく入っていくことができた。
色目人の商人たちは、オルトクと呼ばれる共同事業制度を通じてモンゴル人たちから資金を集め、国際商業に投資して莫大な利益を得た。また、商業を通じたモンゴル帰属の宮廷への出入りにより信任を受けた商人は、民族の出自関係よりも能力を重視したモンゴルによってしばしば財務官僚として登用された。しかし、彼らの多くは中国においても出身地の流儀を取り入れて経済政策に取り組んだことから、民衆からはモンゴルの軍事力を背景にした搾取者とみられて嫌われる者も多く、また大ハーンの信任をたてにモンゴル貴族の権益を侵すことからモンゴルからも排除されることがあった。
なお、通説では元は治下の人々をモンゴル人、色目人、漢人、南人に分けて統治を行い、四等の上下関係がピラミッド状の階層構造をなしたとされる。しかし、モンゴル人、漢人、南人はそれぞれ別々の法令が適用される人間集団であるが、色目人は出自集団ごとに異なった慣習と法をもつ雑多な集団であり、また、モンゴルは出自に関係なく支配者集団である遊牧軍団に統合された者を一律にモンゴルとして扱ったので、色目人や漢人であってもモンゴルに含まれることがありえ、色目人だけをまとめて統一された身分を形成していたかは疑わしいと指摘もされている。実際、色目人とされるムスリムやウイグルの出身者中にも軍人としてモンゴルに準じて活躍した人々が見出される。また、キプチャク、アスト、カンクリなどはテュルク系・イラン系民族であるが、その出身者は大ハーンの親衛軍に編成されてモンゴル高原に駐留し、モンゴルに準じる存在であった。
元朝の後期になると、色目人の中からも中国文化に親しんだ者が現われるようになり、元でも実施されるようになった科挙を受験する者も少なからず出た。現代中国で回族と呼ばれる人々の中には、こうして漢文化をある程度受け入れ、言語と容貌において漢民族と同化した元代ムスリムの子孫とされる人々が数多く含まれる。

## 著名な元代の色目人官僚
- マフムード・ヤラワチ - チンギス・ハーン、オゴデイに仕えた。
- アブドゥッラフマーン - オゴデイとドレゲネ皇后の寵臣。
- 蒲寿庚 - 南宋滅亡に貢献。泉州発展に寄与。
- アフマド・ファナーカティー - 中央アジア出身のムスリム財務官僚。
- サイイド・アジャッル - 中央アジア出身のムスリム財務官僚。
- 薩都剌 - ムスリムの科挙官僚。漢詩人として有名。
- サンガ - ウイグル人またはチベット人財務官僚。
- ジャマールッディーン - ムスリムの天文学者。
- ダウラト・シャー - ムスリム官僚。泰定帝イェスン・テムル期の権臣。
- マルコ・ポーロ - イタリア人。ただし、彼が元の宮廷に仕えたという通説には疑問も呈されている。